# Sporobolus pungens
Sporobolus pungens är en gräsart som först beskrevs av Johann Christian Daniel von Schreber, och fick sitt nu gällande namn av Carl Sigismund Kunth. Sporobolus pungens ingår i släktet droppgräs, och familjen gräs. Inga underarter finns listade i Catalogue of Life.